# 미국 만화

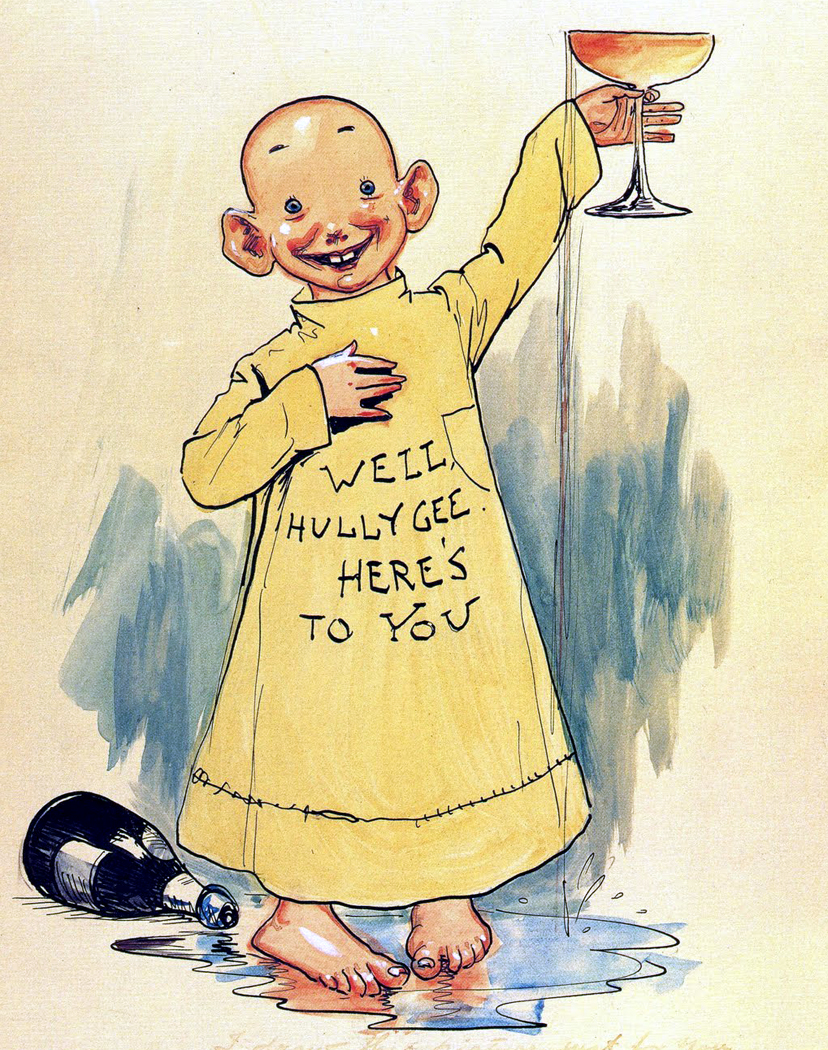
조지프 퓰리처가 발행하던 《뉴욕 월드》에 연재되던 《옐로 키드》. 이 만화의 인기로 경쟁지인 《뉴욕 저널》에 똑같은 캐릭터가 등장하는 만화가 연재되기도 하였다.

미국 만화(美國 漫畵)는 미국에서 제작된 만화를 말한다. 아메리칸 코믹스(American comics)라고도 하며, 프랑스 등의 비영어권 국가에서는 단순히 코믹스(comics)라고 불리기도 한다.

## 특징
만화가를 저작자로 하여 잡지에 만화를 연재하는 시스템을 가진 일본과 달리, 주로 DC 코믹스나 마블 코믹스 등 대형 스튜디오에 소속된 만화 작가와 만화가가 만화를 제작하여 스튜디오를 저작자로 하여 발표된다. 이러한 대량 생산적인 성격으로 인해 대형 스튜디오의 만화 작품은 일반적으로 높은 질의 그림과 강한 대중성을 띠며, 한 시리즈가 장기화됨에 따라 설정이 복잡화 및 다원화되어 유니버스라는 세계관을 형성하고 미디어믹스가 다방면으로 이루어는 일이 많다. 반면 그래픽 노블로 불리는 작가주의적 만화 역시 성행하고 있다.

## 역사
초기 만화는 신문에 연재되었으나 펄프 잡지의 영향을 받아 1933년에 신문에 연재되었던 코미디 만화를 잡지 형식으로 모은 《페이머스 퍼니스》(Famous Funnies: A Carnival of Comics)가 발행되었다. 대공황으로 인하여 저렴한 오락거리를 찾던 대중에게 펄프 픽션은 엄청난 지지를 받았고, 펄프 픽션의 영향을 받은 만화 잡지들도 전쟁으로 인한 애국주의에 편승하여 1930년대에 골든 에이지(Golden Age)라고 불리는 전성기를 구가하였다. 1950년대 만화의 선정성과 폭력성이 대중적인 공격을 받고 자율적인 검열이 시작되자 골든 에이지가 끝나고 실버 에이지(Silver Age)가 도래하였다. 1980년대에 유럽 만화의 유입으로 스튜디오 시스템을 벗어난 만화가의 자의식이 반영된 작품들에 대한 요구가 늘어났고 이에 앨런 무어, 프랭크 밀러 등이 등장하여 그래픽 노블로 분류되는 스타일의 작품들이 발표하였다.

## 주요 스튜디오
- DC 코믹스 (1934년 창립)
- 마블 코믹스 (1939년 창립)

## 주요 작품
- DC 코믹스
  - 슈퍼맨 (1938년 발표)
  - 배트맨 (1939년 발표)
  - 원더우먼 (1941년 발표)
  - 저스티스 리그 (1960년 발표)
- 마블 코믹스
  - 캡틴 아메리카 (1941년 발표)
  - 판타스틱 포 (1961년 발표)
  - 스파이더맨 (1962년 발표)
  - 헐크 (1962년 발표)
  - 아이언맨 (1963년 발표)
  - 어벤저스 (1963년 발표)
- 그래픽 노블
  - 와치맨 (1986년 발표)
- 어벤져스 4(2019년 발표)
- 신시티 (1991년 발표)

## 같이 보기
- 일본 만화